# Calyptrochaeta enervis
Calyptrochaeta enervis là một loài rêu trong họ Daltoniaceae. Loài này được Nog. & Z. Iwats. A. Touw mô tả khoa học đầu tiên năm 1978.